# Centrotoclytus curvipes
Centrotoclytus curvipes là một loài bọ cánh cứng trong họ Cerambycidae.